# Polyrhachis sophocles
Polyrhachis sophocles är en myrart som beskrevs av Auguste-Henri Forel 1908. Polyrhachis sophocles ingår i släktet Polyrhachis och familjen myror. Inga underarter finns listade i Catalogue of Life.